# Mühlengasse 2 (Korschenbroich)

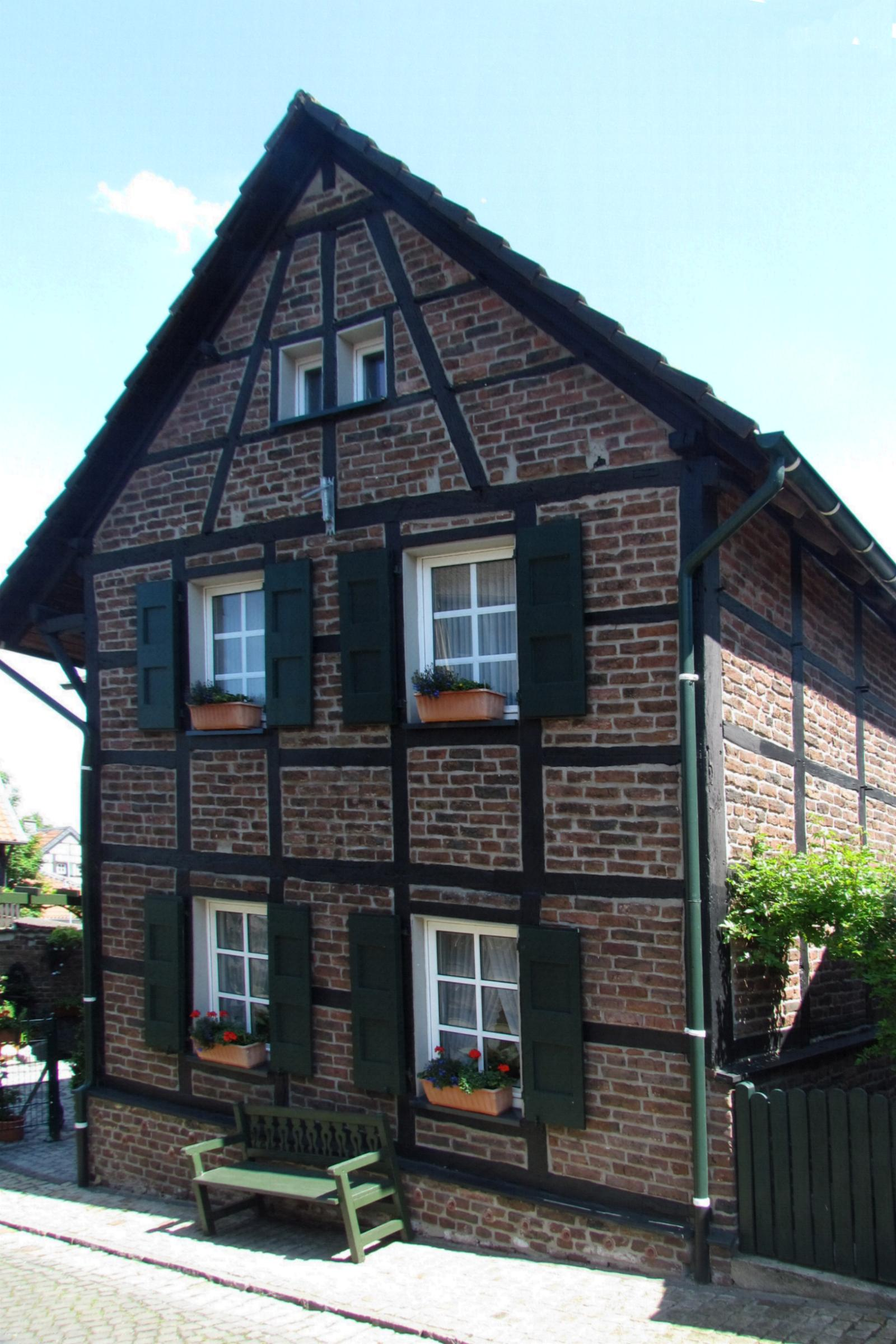
Fachwerkwohnhaus

Das Fachwerk-Wohnhaus Mühlengasse 2 steht im Stadtteil Liedberg in Korschenbroich im Rhein-Kreis Neuss in Nordrhein-Westfalen.
Das Gebäude wurde im 18. Jahrhundert erbaut und unter Nr. 115 am 4. Juni 1987 in die Liste der Baudenkmäler in Korschenbroich eingetragen.

## Architektur
Bei dem Denkmal handelt es sich um ein 1½- geschossiges giebelständiges Fachwerkwohnhaus aus dem 18. Jahrhundert. Das Fachwerk ist im oberen Bereich des Hauses mit einer Verbretterung versehen.
Das Haus „Mühlengasse 2“ stellt als Bestandteil des denkmalwerten Ensembles des alten historischen Marktes ein Denkmal dar. Liedberg und insbesondere auch der alte noch vorhandene Markt haben für die Stadtgeschichte von Korschenbroich heimatgeschichtliche Bedeutung.